# Zvezdets
Zvezdets (bulgariska: Звездец) är ett distrikt i Bulgarien.   Det ligger i kommunen Malko Tărnovo och regionen Burgas, i den östra delen av landet, 300 km öster om huvudstaden Sofia.
I omgivningarna runt Zvezdets växer i huvudsak lövfällande lövskog. Runt Zvezdets är det mycket glesbefolkat, med 5 invånare per kvadratkilometer.